# Vestibul
Vestibul (latinski: vestibulum, predvorje, trijem, ulaz) je prostrano predvorje koje se najčešće javlja u javnim i reprezentativnim zgradama. U antičkoj rimskoj građanskoj kući vestibul je bila prostorija koja je povezivala ulaz s atrijem. Raskošan izgled poprimila je za vrijeme Rimskog Carstva (npr. Hadrijanova vila u Tivoliju, Dioklecijanova palača u Splitu). U renesansnoj i baroknoj arhitekturi vestibul je bio dvorište u kući, odnosno otvoren prostor prema kojemu komuniciraju stambene prostorije, ili zatvoren, bogato ukrašen ulazni prostor iz kojega vodi stubište u gornji kat.
U medicini unutrašnji dio uha se zove vestibulum.